# Linda stolata
Linda stolata är en skalbaggsart som beskrevs av Carlo Pesarini och Andrea Sabbadini 1997. Linda stolata ingår i släktet Linda och familjen långhorningar. Inga underarter finns listade i Catalogue of Life.